# Черкаська спеціалізована школа № 20
Черкаська спеціалізована школа I—III ступенів № 20 — спеціалізована школа у місті Черкаси.

## Історія
Школа була збудована 1961 року і мала потужність 880 учнів. Знаходилась вона в іншому місці, там, де зараз розташований Черкаський ОІПОПП. Першим директором був Брозніченко О. М., потім його змінили Снітко М. А. та Барчан Г. П.
1989 року школа переїхала до нової будівлі, де й знадиться сьогодні. Новим директором стала Мелькаєва Н. П., яка очолювала її до 2011 року. За її адміністрації школа набула гуманітарно-естетичного профілю, змінила 4 статуси — ЗОШ, гімназія, НВК та сучасний. Із 2011 року школу очолює Кіта Л. Б.
Згідно з наказом МОН України, школа є експериментальним навчальним закладом з проблеми «Художньо-естетична освіта і виховання учнів загальноосвітніх навчальних закладів у процесі впровадження інтегрованих курсів».

## Структура
Педагогічний колектив школи налічує 70 вчителів.
Навчальний заклад працює за 3 напрямками:
- музичні класи — уроки хорового мистецтва, теорія музики, сольфеджіо, гра на музичних інструментах (народних, духових, ударних тощо);
- хореографічні класи — уроки класичного тренажу, народного танцю, сценічної майстерності;
- художні класи — різні види художніх ремесел.

У школі діють 14 творчих колективів, серед яких 4 мають статус зразкових:
- зразковий хореографічний ансамбль «Надія»;
- зразковий оркестр народних інструментів;
- зразковий духовий оркестр;
- зразкова вокальна студія «Беліссімо».

Творчі колективи та індивідуально учні беруть участь буквально в усіх культурних заходах міста.

## Випускники
У школі навчались:
- Сирота Михайло Дмитрович — політик, народний депутат України трьох скликань, один із авторів Конституції;
- Гордова Тамара Федорівна — заслужений художник України, майстриня декоративного мистецтва;
- Семиліт Микола Васильович — докторант Національної академії України педагогічних наук інституту соціальної і політичної психології;
- Упир Микола — головний архітектор міста Черкаси;
- Волошин Ігор Володимирович — директор Департаменту освіти та гуманітарної політики Черкаської міської ради.